# Diritto fallimentare italiano
Il diritto fallimentare italiano è quella branca del diritto commerciale italiano che disciplina il fallimento e gli aspetti connessi.
La procedura fallimentare è una procedura giuridica attraverso cui viene sottoposto ad esecuzione l'intero patrimonio di un imprenditore commerciale quando questi si trova nell'impossibilità obiettiva di far fronte regolarmente agli impegni assunti nei confronti dei creditori stessi.

## Presupposti
I presupposti sono:
- la sussistenza della qualità di imprenditore commerciale e non piccolo
- lo stato di insolvenza dell'imprenditore (importo minimo 30.000 euro).

I caratteri comuni sono quello di generalità in quanto coinvolge tutto il patrimonio del fallito (imprenditore), e quello di collettività che mira ad assicurare la parità di trattamento dei creditori (par condicio creditorum).

## Le procedure concorsuali
Le forme in cui può essere sviluppata la procedura concorsuale sono:
- il fallimento;
- il concordato preventivo;
- la liquidazione coatta amministrativa;
- l'amministrazione straordinaria;
- l'amministrazione controllata.